# Bernhard Bütler
Bernhard Bütler (* 22. November 1955 in Sargans; † 28. Mai 2018, heimatberechtigt in Schongau) war ein Schweizer Berufsoffizier (Brigadier).

## Leben
Bütler absolvierte eine Lehre als Hochbauzeichner und bildete sich anschliessend zum Bauführer und Bautechniker weiter. Er arbeitete dann sieben Jahre als Bauführer und Leiter der Hochbauabteilung einer Grossbauunternehmung.
Im Jahre 1985 trat Bütler in das Festungswachtkorps ein, 1989 wechselte er in das Korps der Luftwaffe und nahm verschiedenste Funktionen in der Schweizer Armee wahr. Vom 1. Juli 2009 bis zum 30. Juni 2016 war er Kommandant der Führungsunterstützungsbrigade 41 und Stellvertreter des Chefs der Führungsunterstützungsbasis.
Bernhard Bütler war verheiratet und wohnte in Wartau.